# 棕熊計劃

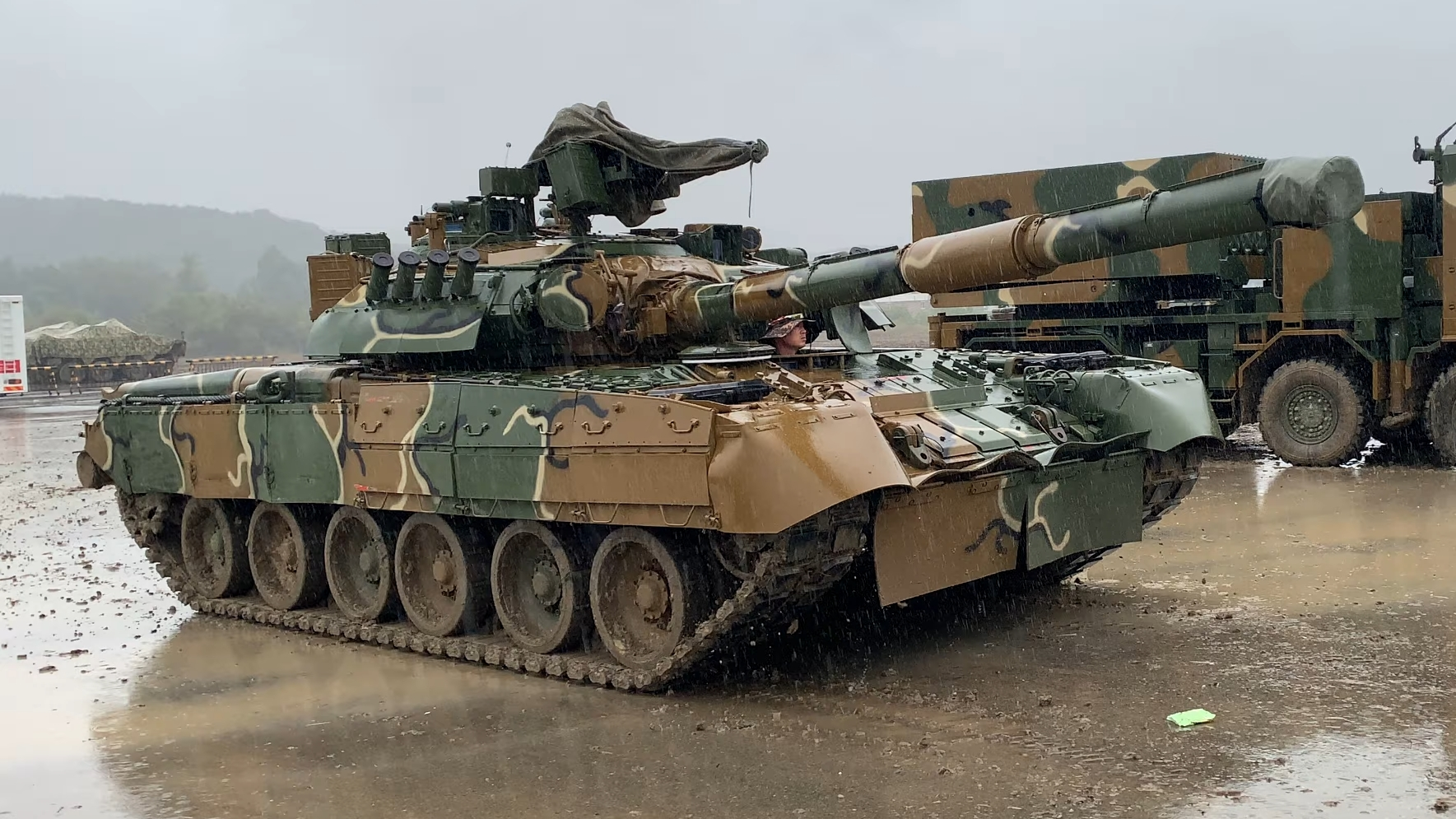
韓國陸軍第3機甲旅團 (韓國)的T-80U主力戰車，為戰車也是韓國自「棕熊計劃」引進的代表性俄製武器之一。

棕熊計劃（韓語：불곰사업）是從1995年至今持續進行的韓國和俄羅斯進行的軍事合作計劃，亦可指自1995年到2007年間由俄羅斯向韓國以武器抵債的計劃，其以1997年簽署的《韓俄政府軍事技術、國防工業和後勤合作協定》為法律基礎，共分為1995年的「棕熊-1」和2002年的「棕熊-2」兩階段。
1993年8月，由於俄羅斯未能償還韓國提供的貸款債務，提議將部分債務以俄製武器等實物進行償還，後者對此同意。1992年，俄羅斯國防部長訪韓簽署了《1993～1994韓俄軍事交流協定》，並在「棕熊計劃」正式開始前的1995年5月前簽署了4道有關協議，奠定了韓國與俄羅斯軍事合作的基礎。1997年11月20日，韓俄通過關於國防武器及軍事合作的協定，為「棕熊計劃」設計了具體的指導方針。1995年至1998年的「棕熊-1」計畫，俄羅斯向韓國出口T-80U主力戰車、BMP-3步兵戰車、9K115-2麥士蒂索人-M反坦克飛彈和IGLA防空飛彈等4種裝備:76，而2002年至2006年的「棕熊-2」計畫則出口了T-80UK指揮戰車、Il-103教練機、Ka-32多用途直昇機、海鱔級氣墊登陸艇等6種產品。其後自2008年起，韓俄雙方曾研議過第三次「棕熊計劃」，但始終難以達成共識。2014年，俄羅斯併吞克里米亞半島、2022年又全面入侵烏克蘭，以及俄羅斯將韓國列為「不友好國家」，使「棕熊計劃」至今已實質中止。
從結果來看，韓國透過「棕熊計劃」取得的成果得以大力發展飛彈武器，如「天弓」飛彈，並實現了裝甲戰鬥車輛的現代化。在軍備以外的範圍，韓國也透過「棕熊-1」將好丽友巧克力派和八道泡菜泡麵等食品出口至俄羅斯，直到2020年代依舊在當地非常受歡迎。俄羅斯則在六方會談中獲得了發言權，並將韓國視為東亞地區的夥伴，提供新的戰略發展選項。然而，由於俄羅斯始終未能完全償還債務，其與韓國之間的有關談判成了懸而未決的問題。
韓國駐俄武官尹鐘九（윤종구，音譯）准將曾對此評論：「北韓在1949年至1991年間與蘇聯的合作努力，我們在1991年設立武官機構後，僅用6年就達成了」，另外「當時北韓方面得知達成協議的消息時，大使館大使和武官非常憤怒。」

## 來源
1. ↑  杜朝平. . 现代兵器. 2008, (2). ISSN 1000-7385 （中文）.
2. 1 2  . www.archives.go.kr.   [2023-08-20]. （原始内容存档于2022-12-09） （韩语）.
3. ↑  Heo, Uk; Roehrig, Terence. . Cambridge: Cambridge university press. ISBN 9781107012509 （英语）.
4. 1 2 3  . monthly.chosun.com. 2016-07-27  [2023-08-20]. （原始内容存档于2023-08-20） （韩语）.
5. ↑  . 글로벌이코노믹. 2022-03-13  [2023-08-20]. （原始内容存档于2022-12-09） （韩语）.
6. 1 2  . 미디어펜.   [2023-08-20]. （原始内容存档于2022-12-10） （韩语）.